# 聖胡安縣 (新墨西哥州)
聖胡安縣（英語：San Juan County）是美国新墨西哥州西北角的一個縣，西鄰亞利桑那州，北、東北鄰科羅拉多州，西北鄰犹他州，面積14,344平方公里。根据2020年美國人口普查，本縣共有人口12萬1,661人。本縣的縣治為阿茲特克。
本縣成立於1887年1月24日，縣名來自聖胡安河。

## 地理

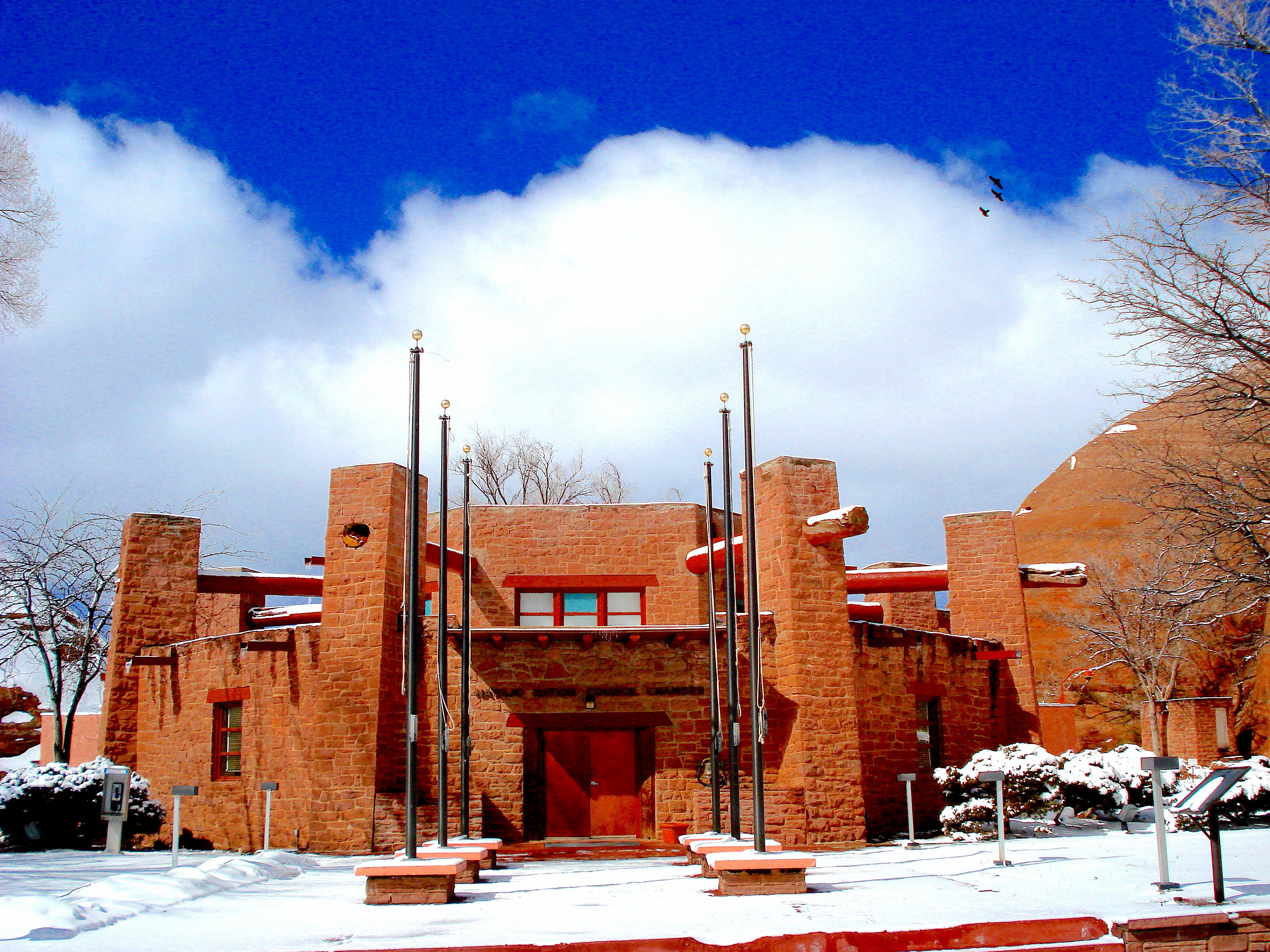
納瓦霍族議會會議廳

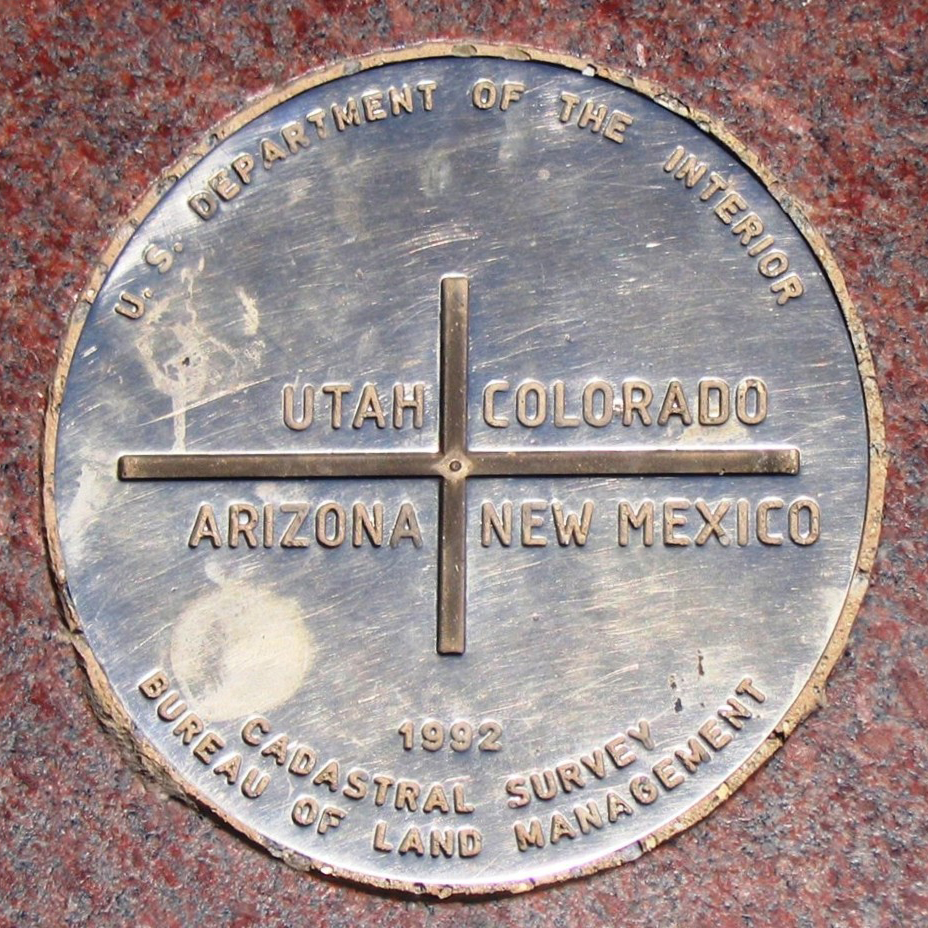
四角落州纪念处

根據2000年人口普查，聖胡安縣的總面積為5,538平方英里（14,340平方），其中有5,514平方英里（14,280平方），即99.56為陸地；24平方英里（62平方），即0.44%為水域。本縣的63.4%土地皆為印第安人保留地，其中纳瓦霍族保留地佔了60.45%，猶特山猶特人部落保留地則佔了2.93%。该县既是新墨西哥州面積第六大的縣份，亦是美國面積第48大的縣份。

### 毗鄰縣
- 新墨西哥州 里奧阿里巴縣：東方
- 新墨西哥州 桑多瓦爾縣：東南方
- 新墨西哥州 麥金萊縣：南方
- 亞利桑那州 阿帕契縣：西方
- 猶他州 聖胡安縣：西北方
- 科羅拉多州 蒙提祖馬縣：北方
- 科羅拉多州 拉普拉塔縣：北方
- 科羅拉多州 阿丘利塔縣：東北方

### 國家保護區
- 阿茲特克遺址國家紀念區（英语：Aztec Ruins National Monument）
- 查科文化國家歷史公園（部分）
- 四角落州纪念处（部分）

## 人口
| 调查年            | 人口    | 备注 | %±     |
| ----------------- | ------- | ---- | ------ |
| 1910              | 8,504   |      | —      |
| 1920              | 8,333   |      | −2.0%  |
| 1930              | 14,701  |      | 76.4%  |
| 1940              | 17,115  |      | 16.4%  |
| 1950              | 18,292  |      | 6.9%   |
| 1960              | 53,306  |      | 191.4% |
| 1970              | 52,517  |      | −1.5%  |
| 1980              | 81,433  |      | 55.1%  |
| 1990              | 91,605  |      | 12.5%  |
| 2000              | 113,801 |      | 24.2%  |
| 2010              | 130,044 |      | 14.3%  |
| [ 7 ] [ 8 ] [ 9 ] |         |      |        |

### 2010年
根據2010年人口普查，聖胡安縣擁有130,044居民。上述人口是由51.6%白人、0.6%黑人、36.6%土著、0.4%亞洲人、0.1%太平洋島民、7.2%其他種族和3.5%混血构成。而西班牙裔或拉丁美洲人佔了人口19.1%。

### 2000年
根據2000年人口普查，聖胡安縣擁有113,801居民、37,711住戶和28,924家庭。其人口密度為每平方英里21居民（每平方公里8居民）。本縣擁有43,221間房屋单位，其密度為每平方英里8間（每平方公里3間）。而人口是由52.83%白人、0.44%黑人、36.88%土著、0.27%亞洲人、0.05%太平洋岛民、6.77%其他種族和2.78%混血构成。而西班牙裔或拉丁美洲人佔了人口14.99%。
在37,711住户中，有42%擁有一個或以上的兒童（18歲以下）、55.7%為夫妻、14.7%為單親家庭、23.3%為非家庭、19.3%為獨居、6.4%住戶有同居長者。平均每戶有2.99人，而平均每個家庭則有3.43人。在113,801居民中，有32.6%為18歲以下、10%為18至24歲、28.1%為25至44歲、20.2%為45至64歲以及9.1%為65歲以上。人口的年齡中位數為31歲，每100個女性就有98.3個男性。而每100個成年女性（18歲以上）就有94.7個成年男性。
本县的住戶收入中位數為$33,762，而家庭收入中位數則為$37,382。男性的收入中位數為$35,066 ，而女性的收入中位數則為$21,299，人均收入為$14,282。約18%家庭和21.5%人口在貧窮線以下，包括26.6%兒童（18歲以下）及18.2%長者（65歲以上）。